# Fraccionamiento Xalpa
Fraccionamiento Xalpa är en ort i Mexiko.   Den ligger i kommunen Yecapixtla och delstaten Morelos, i den sydöstra delen av landet, 70 km söder om huvudstaden Mexico City. Fraccionamiento Xalpa ligger 1 566 meter över havet och antalet invånare är 112.
Terrängen runt Fraccionamiento Xalpa är kuperad norrut, men söderut är den platt. Runt Fraccionamiento Xalpa är det tätbefolkat, med 613 invånare per kvadratkilometer. Närmaste större samhälle är Cuautla Morelos, 10,8 km sydväst om Fraccionamiento Xalpa. Omgivningarna runt Fraccionamiento Xalpa är en mosaik av jordbruksmark och naturlig växtlighet.